# 维尔纳·海森堡
维尔纳·卡尔·海森堡（德語：Werner Karl Heisenberg；1901年12月5日—1976年2月1日），德国物理学家，量子力学创始人之一，“哥本哈根学派”代表性人物。1933年，海森堡因為“创立量子力学以及由此导致的氢的同素异形体的发现”而獲得1932年度的诺贝尔物理学奖。他对物理学的主要贡献是给出了量子力学的矩阵形式（矩阵力学），提出了“不确定性原理”（又称“海森堡不确定性原理”）和S矩阵理论等。他的《量子论的物理学原理》是量子力学领域的一部經典著作。

## 生平
维尔纳·海森堡1901年12月5日出生于德国维尔茨堡，1920年从慕尼黑的一所中学毕业后，在慕尼黑大学学习物理学，师从阿諾·索末菲、威廉·維恩等，1922年冬天转去哥廷根大学，师从马克斯·玻恩（1954年诺贝尔物理学奖）、詹姆斯·弗兰克（1925年诺贝尔物理学奖）和大卫·希尔伯特。1923年他在慕尼黑大学获得博士学位，并去哥廷根大学担任玻恩的助手，1924年获得大学任教资格。
從1924年至1927年，海森堡在哥廷根擔任講師。1924年9月17日至1925年5月1日，由於一項國際教育委員會洛克菲勒基金會獎學金的支持，海森堡與哥本哈根大學物理主任玻爾进行研究。之後他回到哥廷根和马克斯·玻恩共事並共同發表了矩陣力學。1926年又前往哥本哈根大学教授理论物理学。1927年，發展了海森堡不確定性原理，為後來知名的哥本哈根詮釋奠定了基礎，於同年，年仅26岁的海森堡被任命为莱比锡大学的教授，他的第一篇論文發表於萊比錫。1929年，他又前往美国、日本和印度巡回讲学。1941年成为柏林洪堡大学的物理学教授和物理研究所主任。
第二次世界大战结束后，他和其他德国物理学家作为囚犯，被美国军队送往英国Farm Hall。1946年重返德国后，他和他的同事们重建了哥廷根物理研究所，该研究所在1948年改名为马克斯-普朗克物理学研究所。1948年他在英国剑桥讲学数月，1950年和1954年又应邀前往美国讲学，1955年冬天他在苏格兰的圣安德鲁斯大学教书，这些课程后来出版成书。1955年作为马克斯-普朗克物理学研究所的主任，与研究所一起迁往慕尼黑，1958年成为慕尼黑大学的物理学教授，他的研究所被改名为“马克斯-普朗克物理学和天体物理学研究所”（现为马克斯-普朗克天体物理学研究所）。
海森堡于1937年与伊丽莎白·舒马赫（Elisabeth Schumacher）结婚，育有7个孩子，居住在慕尼黑。1976年2月1日，他因癌症於家中逝世。

## 研究
海森堡的名字一直都和他的量子力学理论联系在一起，这一理论发表时他年仅23岁，他也因为提出这一理论及其应用（尤其是氢的自旋異構體发现），获得了1932年度的诺贝尔物理学奖（1933年頒發）。
海森堡提出的新理论，是完全基于对原子辐射的观察，他认为，在某一个给定的时间点，一个电子所处的位置是无法确定的，也无法跟踪它的轨迹，所以玻尔假定的电子轨道不存在；诸如位置、速度等力学量，无法用通常的数字来描述，但可以用抽象的数学结构即矩阵来表达，海森堡用矩阵形式给出了他的新理论（矩阵力学）。
此后，海森堡又提出了著名的“不确定性原理”（又称“海森堡測不準原理”），在一个量子力学系统中，一个运动粒子的位置和它的动量不可被同时确定，位置的不确定性{\displaystyle \Delta x}和动量的不确定性{\displaystyle \Delta p}是不可避免的，它们的乘积不小于{\displaystyle h/4\pi }（{\displaystyle h}为普朗克常数），这些误差对于人类来说虽然是微小的，但是在原子研究中并不能被忽略。
在莱比锡期间，海森堡为原子核物理学做出了重要贡献，为基本粒子理论引入了内部对称量子数（1932年，1933年），发展了一种铁磁性理论（1928年），和沃尔夫冈·泡利对量子场论进行了开创性研究工作。海森堡和約翰·惠勒同为S矩阵（1942年，1944年）之父，他很早就研究了量子场论的基本长度模型（1938年）。1940年代，他还研究了宇宙射线及其产生的离子碎片，导致不久后在英国发现了第一个介子。
1957年起，海森堡的研究兴趣转向了等离子体物理和高热原子核反应问题，并与日内瓦国际原子物理研究所紧密合作，他担任该研究所的科学政策委员会主席，并一直是该委员会的成员。在他于1953年成为德国洪堡基金会主席后，为基金会做了很多促进工作，他邀请各国科学家来德国，并协助他们在德国开展研究工作。
1953年起，他的理论工作偏向基本粒子的统一场论，这对于他来说，是理解基本粒子物理学的关键。

## 荣誉
除了获得马克斯·普朗克奖章、德意志联邦共和国功绩勋章等奖章，诺贝尔物理学奖等奖项外，海森堡还被布鲁塞尔自由大学、卡尔斯鲁厄大学和罗兰大学授予荣誉博士头衔。他是伦敦皇家学会的会员、以及哥廷根、巴伐利亚、萨克森、普鲁士、瑞典、罗马尼亚、挪威、西班牙、荷兰、罗马、美国等众多科学学会的成员，德国科学院和意大利科学院的院士。1953年成为洪堡基金会的主席。

## 纳粹德国的核武器计划
海森堡曾经是德国核武器开发计划研制的参与者，不过纳粹德国自始至终都没有能力将核武器从理论变为现实。海森堡本人提供的一种说法称，他其实不信任希特勒政权，因此在尽力拖延纳粹德国的研究计划。但古德施密特等一些人对这种说法嗤之以鼻，这也被称之为“海森堡之谜”。

## 参閱
- 莫特問題

## 延伸阅读
- Nobel Lectures, Physics 1922-1941, Elsevier Publishing Company, Amsterdam, 1965.
- Werner Heisenberg - Biography（页面存档备份，存于）. The Nobel Foundation. （诺贝尔官方网站关于维尔纳·海森堡简介）
- Ivan Todorov: Werner Heisenberg （页面存档备份，存于）. Institut für Theoretische Physik, Universität Göttingen. Göttingen, Germany.